# Beisebol nos Jogos Pan-Americanos de 2003
As competições de beisebol nos Jogos Pan-Americanos de 2003 foram realizadas em Santo Domingo, República Dominicana. Esta foi a décima quarta edição do esporte nos Jogos Pan-Americanos.
Cuba manteve o título dos Jogos Pan-Americanos, sendo sua quinta conquista consecutiva.

## Quadro de medalhas
| Ordem | País           | Medalha de ouro | Medalha de prata | Medalha de bronze | Total |
| ----- | -------------- | --------------- | ---------------- | ----------------- | ----- |
| 1     | CUB Cuba       | 1               | 0                | 0                 | 1     |
| 2     | PUR Porto Rico | 0               | 1                | 0                 | 1     |
| 3     | MEX México     | 0               | 0                | 1                 | 1     |
| Total | Total          | 1               | 1                | 1                 | 3     |

## Medalhistas
| Event     | Ouro | Prata | Bronze |
| --------- | --- | --- | --- |
| Masculino | CUB Cuba - Yovany Aragón - Orelvis Ávila - Manuel Benavides - Frederich Cepeda - Michel Enríquez - Yulieski Gourriel - Vladimir Hernández - Roger Machado - Yadel Martí - Javier Méndez - Vicyohandri Odelin - Adiel Palma - Eduardo Paret - Joan Carlos Pedroso - Ariel Pestano - Alexander Ramos - Carlos Tabares - Norge Luis Vera - Robelquis Videaux | USA Estados Unidos - Matt Campbell - Jeff Clement - Tyler Greene - Michael Griffin - Stephen Head - Paul Janish - Jeff Larish - Brent Lillibridge - Mike Nickeas - Justin Orenduff - Micah Owings - Eric Patterson - Dustin Pedroia - Danny Putnam - Steven Register - Mark Romanczuk - Seth Smith - Huston Street - Justin Verlander - Jered Weaver | MEX México - Rigo Beltrán - Lorenzo Buelna - Francisco Campos - Hugo Castellanos - Francisco Córdova - Luis García - Heber Gómez - Julio Hernández - Edgar Huerta - Edgar Leyva - Ray Martínez - Roberto Méndez - Eleazar Mora - Noé Muñoz - Pablo Ortega - Carlos Rodríguez - Salvador Rodríguez - Raúl Sánchez - Mario Santana - Roberto Saucedo - Mario Váldez - Julio Valerio |

## Torneio
A competição teve nove equipes divididas em dois grupos. Em cada grupo, uma equipe enfrentou todas as outras uma vez, com as oito melhores avançando para as quartas-de-final. A melhor equipe do grupo A enfrentou a pior do B, e vice-versa. O critério de desempate em um grupo era a equipe que permitiu menos corridas.

### Fase preliminar

#### Grupo A
| Time       | J | V | D | CP | CC | Porcentagem |
| ---------- | - | - | - | -- | -- | ----------- |
| MEX México | 3 | 2 | 1 |    |    | 0.667       |
| CUB Cuba   | 3 | 2 | 1 |    |    | 0.667       |
| BRA Brasil | 3 | 1 | 2 |    |    | 0.333       |
| PAN Panamá | 3 | 1 | 2 |    |    | 0.333       |

#### Grupo B
| Time                     | J | V | D | CP | CC | Porcentagem |
| ------------------------ | - | - | - | -- | -- | ----------- |
| NCA Nicarágua            | 4 | 4 | 0 |    |    | 1.000       |
| USA Estados Unidos       | 4 | 3 | 1 |    |    | 0.750       |
| DOM República Dominicana | 4 | 2 | 2 |    |    | 0.500       |
| GUA Guatemala            | 4 | 1 | 3 |    |    | 0.250       |
| BAH Bahamas              | 4 | 0 | 4 |    |    | 0.000       |

### Fase eliminatória
|  | Quartas de final         | Quartas de final   |                    |               | Semifinais     | Semifinais     |  |  | Final        | Final |
|  |                          |                    |                    |               |                |                |  |  |              |       |
|  | 8 de agosto              |                    |                    |               |                |                |  |  |              |       |
|  |                          |                    |                    |               |                |                |  |  |              |       |
|  | MEX México               | 6                  |                    |               |                |                |  |  |              |       |
|  | MEX México               | 6                  | 9 de agosto        |               |                |                |  |  |              |       |
|  | GUA Guatemala            | 0                  |                    |               |                |                |  |  |              |       |
|  | GUA Guatemala            | 0                  | MEX México         | 2             |                |                |  |  |              |       |
|  | 8 de agosto              |                    | MEX México         | 2             |                |                |  |  |              |       |
|  |                          | USA Estados Unidos | 3                  |               |                |                |  |  |              |       |
|  | BRA Brasil               | USA Estados Unidos | 3                  | 0             |                |                |  |  |              |       |
|  | BRA Brasil               |                    | 10 de agosto       | 0             |                |                |  |  |              |       |
|  | USA Estados Unidos       | 7                  |                    |               |                |                |  |  |              |       |
|  | USA Estados Unidos       | 7                  | USA Estados Unidos | 1             |                |                |  |  |              |       |
|  | 8 de agosto              |                    | USA Estados Unidos | 1             |                |                |  |  |              |       |
|  |                          | CUB Cuba           | 3                  |               |                |                |  |  |              |       |
|  | CUB Cuba                 | CUB Cuba           | 3                  | 10            |                |                |  |  |              |       |
|  | CUB Cuba                 | 9 de agosto        |                    | 10            |                |                |  |  |              |       |
|  | DOM República Dominicana | 0                  |                    |               |                |                |  |  |              |       |
|  | DOM República Dominicana | 0                  | CUB Cuba           | 2             | Terceiro lugar | Terceiro lugar |  |  |              |       |
|  | 8 de agosto              |                    | CUB Cuba           | 2             | Terceiro lugar | Terceiro lugar |  |  |              |       |
|  |                          | NCA Nicarágua      | 1                  |               |                |                |  |  |              |       |
|  | PAN Panamá               | NCA Nicarágua      | 1                  | 2             | MEX México     | 6              |  |  |              |       |
|  | PAN Panamá               |                    |                    | 2             | MEX México     | 6              |  |  |              |       |
|  | NCA Nicarágua            | 5                  |                    | NCA Nicarágua | 2              |                |  |  |              |       |
|  | NCA Nicarágua            | 5                  |                    |               | 2              |                |  |  |              |       |
|  |                          |                    |                    |               |                |                |  |  | 10 de agosto |       |
|  |                          |                    |                    |               |                |                |  |  |              |       |